# Tina Trstenjak
Tina Trstenjak, slovenska judoistka, * 24. avgust 1990, Celje.
Tina je še ena od vrste uspešnih judoistk, ki izhajajo iz šole Marjana Fabjana oziroma njegovega kluba Judo klub Z’ dežele Sankaku Celje. Tako kot pred njo njeni klubski kolegici Urška Žolnir in Lucija Polavder se je tudi sama okitila s številnimi medaljami na najmočnejših tekmovanjih v judu. Tekmuje v kategoriji do 63 kg.

## Tekmovalna kariera
Tina Trstenjak je prvi mednarodni uspeh dosegla leta 2013, ko je na evropskem prvenstvu osvojila bronasto medaljo v svoji kategoriji do 63 kg. Leto kasneje je osvojila naslov evropske podprvakinje ter bronasto medaljo na svetovnem prvenstvu. Leta 2015 je osvojila srebrno medaljo na evropskih igrah in kot prva slovenska judoistka naslov svetovne prvakinje, leta 2016 je postala evropska prvakinja.

### 2016: zlata olimpijska medalja
Trstenjakova je v Riu na Poletnih olimpijskih igrah 2016 osvojila zlato olimpijsko medaljo. V finalu kategorije do 63 kg je z iponom premagala Francozinjo Clarisso Agbegnenou.
Zatem je 3. decembra 2016 na tekmi svetovnega pokala za Veliko nagrado Japonske v Tokiu osvojila bronasto medaljo. Do nje je prišla, potem ko je v četrtfinalu storila napako in izgubila dvoboj, je pa nato zmagala v naslednjih dveh bojih in si priborila bron.
Izbrana je bila za slovensko športnico leta 2016. Leta 2017 je prejela Bloudkovo nagrado za »vrhunski mednarodni športni dosežek«.

### 2017:
Januarja je prejela nagrado za judoistko leta 2016, ki ji jo je podelil OKS za njene velike dosežke v prejšnjem letu. Zatem je postala še ena od štirinajstih judoistov, ki so od Mednarodne judo zveze prejeli priznanje in denarno nagrado za najboljše po kategorijah v letu 2016.
Februarja je nastopila na judoističnem grand slamu v Parizu in tam zmagala v vseh borbah ter postala zmagovalka turnirja. V finalu se je v ponovitvi olimpijskega finala iz prejšnjega leta, spopadla s francozinjo Clarisse Agbegnenou in jo ponovno premagala z ipponom.
Konec februarja je nastopila na veliki nagradi v Düsseldorfu in tokrat zasedla tretje mesto in si priborila bron na tem turnirju, na katerem je izgubila v enem dvoboju in v treh zmagala. V boju za bron je premagala Britanko Lucy Renshaw.
21. aprila je na Evropskem prvenstvu v Varšavi drugič zapored postala prvakinja, potem ko je v finalu premagala Francozinjo Margaux Pinot. Tekmico je strla šele po borbi v podaljšku, ko je ta dobila kazen in to je odločilo sicer izenačen dvoboj. Trstenjakova je s tem ubranila naslov iz Kazana 2016, ko je bila prvič zlata.
Avgusta je s poškodovano nogo nastopila na Svetovnem prvenstvu v Budimpešti in tam ponovno prišla do finala in boja s francozinjo Clarisse Agbegnenou. Le ta pa jo je tokrat premagala in Trstenjakova se je morala zadovoljiti s srebrom. Omembe vreden je tudi Tinin težak spopad v polfinalu s Kitajko Junxia Yang, ki jo je premagala po hudem in kar devet minut dolgem spopadu, kar je za judo pravi maraton.
2. decembra je na tekmovanju za veliko nagrado v Tokiu osvojila tretje mesto in s tem ponovila dosežek izpred leta dni, ko je bila na istem turnirju prav tako bronasta. Do uspeha je prišla, potem ko se je v zadnjih dveh bojih pomerila z domačinkama. Najprej je v polfinalu izgubila proti Miku Taširo, nato pa v boju za bron uspela proti Masako Doi.

### 2018
Septembra je nastopila na Svetovnem prvenstvu v prestolnici Azerbajdžana, Bakuju. Tam je osvojila bronasto kolajno in si s tem priborila četrto odličje s svetovnih prvenstev.
Na zadnjem tekmovanju leta, 15. decembra v Gvangdžovu na Kitajskem, je osvojila bron, potem ko je v borbi zanj z iponom premagala Nizozemko Juul Fransen.
2021
Na olimpijskih igrah 2020 v Tokyu je v kategoriji do 63 kilogramov osvojila srebrno medaljo.